# 1622 Chacornac
1622 Chacornac este un asteroid din centura principală, descoperit pe 15 martie 1952, de Alfred Schmitt.